# Солканський залізничний міст

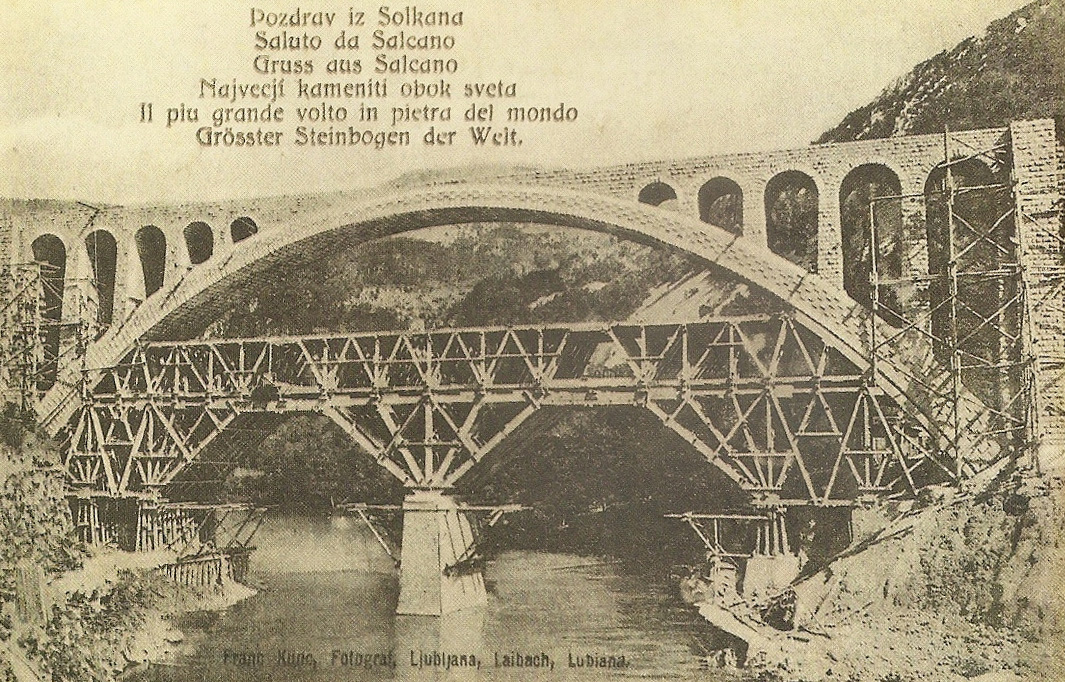
Солканський міст (фотографія з 1906 р.) початково мав п'ять підарок.

45°58′43″ пн. ш. 13°39′06″ сх. д. / 45.978525071° пн. ш. 13.651754837° сх. д.
Солканський міст (словен. Solkanski most, італ. Ponte di Salcano) — арковий міст завдовжки 219,7 м над річкою Соча біля Нової Гориці у західній Словенії (за залізничною термінологією це віадук). З арковим прогоном у 85 м це найдовший у світі кам'яний арковий залізничний міст (і другий за довжиною кам'яний арковий міст після німецького автомобільного мосту Фріденсбрюке). Він зберігає цей рекорд, оскільки пізніша технологія будівництва використала для будівництва мостів залізобетон. Первісно його було збудовано у 1900—1905 роках за часів Сецесії, а офіційно відкрито 1906 року.

## Опис
Міст спроектував архітектор Рудольф Яусснер та інженер Леопольд Ерлі спочатку з кам'яною 80-метровою аркою. Міст спорудила віденська будівельна компанія «Брати Редліх і Бергер» (нім. Brüder Redlich und Berger) у 1904—1905 роках. Навесні 1904 року будівельникам довелося змінити проект через пухкий ґрунт і вони підвищили арку до 85 м. Міст побудовано з 4533 кам'яних брил.
19 липня 1906 року урочисто відкрито залізничну гілку від Єсениць до Гориції (австрійський спадковий принц Франц Фердинанд проїхав через міст).
У серпні 1916 р. під час відступу із Солкану в ході Першої світової війни австрійські солдати знищили міст (використовуючи 930 кг екразиту), щоб завадити силам вторгнення скористатися ним. Після війни італійці спочатку збудували сталеву конструкцію на місці колишнього мосту, а в квітні 1925 року почали будувати новий міст, який було закінчено 1927 року. Цей міст був дуже схожим на перший, за винятком того, що замість п'ятьох підарок першого він налічував лише чотири.
Під час Другої світової війни міст зазнав лише мінімальних пошкоджень від бомбардувань. 10 серпня 1944 року бомби не влучили у міст; 15 березня 1945 року бомба, яка поцілила у міст, не вибухнула.